# Народна библиотека „Ћирило и Методије” у Приједору
Народна библиотека „Ћирило и Методије” у Приједору од свог оснивања 1950. године па до данас представља најзначајнијег носиоца културних активности на подручју града Приједора. Библиотека представља матичну библиотеку регије и надлежна је за рад школских, факултетских и народних библиотека на подручју ове регије. Библиотека се налази у улици Николе Пашића б.б., на територији града Приједора. Библиотека представља стуб културе и знања, што доказује дуготрајно трајање ове институције.

## Историјат
Историографски и архивски подаци о библиотекама и читаоницама приједорске општине говоре да су прве јавне читаонице и библиотеке постојале у саставу пјевачких, соколских, конфесионалних и вјерских друштава крајем 19. и почетком 20. вијека на крају отоманске и почетком аустроугарске владавине. Било је приватних библиотека затвореног типа које су припадале образованијим и имућнијим грађанским приједорским породицама (Митриновић, Ковачевић, Стојановић, Капетановић...). Значајније библиотеке са читаоницом имали су Српско пјевачко друштво „Вила“ из Приједора, чиновничка касина и турска кираетхана, гдје су се поред новина читале књиге разних садржаја на српском, српскохрватском, њемачком језику.
Послије Другог свјетског рата основано је у приједорском срезу 19 јавних библиотека, а 1950. године и Народна библиотека Приједор. Установа је одлуком општинских власти из 1964. године добила званичан назив Општинска народна библиотека Приједор и под тим називом дјеловала до 1986. године када постаје радна јединица у саставу Центра за културне и умјетничке дјелатности Приједор.
Оснивачким актом из 1991. године који је донио оснивач, општина Приједор, Библиотека дјелује самостално као РО Народна библиотека Приједор све до 1995. године када добија статус јавне установе у култури под називом Народна библиотека „Ћирило и Меторије“ Приједор. Установа је Одлуком Народне скупштине Републике Српске из 1993. године добила статус матичне библиотекарске установе за приједорску регију са мрежом од четири јавне библиотеке у Новом Граду, Козарској Дубици, Костајници и Оштрој Луци, школске, 11 библиотека основних школа, шест средњих, четири високошколске и двије специјалне.
Ова установа смјештена је на 200 m² у објекту који је додијељен на коришћење Музеју Козаре у Приједору, уз податак да је 2008. године матична установа, одлуком начелника општине, проширила просторне капацитете савременом Градском читаоницом као интергралном организационом јединицом која је смјештена и приземљу стамбеног објекта на 116 m² корисног простора. Градска читаоница располаже са 50.000 електронских записа из свих области науке, културе и умјетности доспупних корисницима и 3.931 библиографских јединица чланака из области културе и завичајних тема. Поред овога постоје и двије специјалне збирке: Збирка завичајних аутора и Збирка старе и ријетке књиге у којој је вриједан легат приједорске трговачке породице Митриновић са 897 монографских и серијских публикација. Библиотека је опремљена савременом рачунарском и другом техником, стандардизованим библиотечким намјештајем и уређајима за надзор и заштиту објеката и имовине. У погледу библиотечке грађе располаже са око 50.000 јединица, од чега 43.309 монографских публикација, 2.800 примјерака новина, 270 часописа, 2.100 серијских публикација и 1.520 јединица рефенсне грађе (енциклопедије, рјечници, лексикони, приручници).
Матична установа је у дијелу културно-просвјетне и манифестационе активности постигла значајне резултате, бројем и квалитетом књижевних вечери, промоција, стручних предавања, семинара, радионица, по чему је постала препознатљив миље за многе културне и умјетничке ствараоце из Републике Српске, Србије и земаља у окружењу.
Библиотека је од 2000. године суорганизатор најзначајније републичке књижевне манифестације Књижевни сусрети на Козари, која се по 39. пут одржава на Козари и у Приједору. Број стручних кадрова је минималан ( три библиотекара, два књижничара), али се недостатак извршилаца компензира ентузијазмом и изузетном професионалношћу радника у обављању библиотекарског посла као и перманентним стручним образовањем и усавршавањем.
Због просторних и кадровских ограничења, Библиотека нема регистровану издавачку дјелатност. У Библиотеци од априла 2008. године излази информативно гласило „Кроз Читаоницу“, а од 2010. године под називом „Библион“.

## Организација
Основне организационе јединице Библиотеке су:
- Адмнистративно-динансијско одјељење
- Одељење за набавке и обраду библиотечке грађе
- одељење за одрасле читаоце
- одељење за дјецу
- градска читаоница